# Sonic - O Filme
Sonic the Hedgehog (bra/prt: Sonic - O Filme)  é um filme estadunidense-japonesa de ação, aventura, comédia e ficção científica, distribuído pela Paramount Pictures e com base na franquia de jogos eletrônicos publicado pela Sega. É o primeiro filme da série de filmes Sonic the Hedgehog, é dirigido por Jeff Fowler (em sua estreia na direção de longas-metragens), com um roteiro escrito por Pat Casey e Josh Miller. O filme é estrelado por Ben Schwartz como a voz de Sonic, O Ouriço e Jim Carrey como o Dr. Robotnik, o inimigo de Sonic, ao lado de James Marsden e Tika Sumpter. No filme, Sonic se une a um xerife da cidade chamado Tom para escapar do governo e derrotar o desprezível Dr. Robotnik, que quer roubar os poderes de Sonic por sua robótica.
Em 2013, a Sony Pictures adquiriu os direitos de filmagem da franquia Sonic da Sega e, em 2014, teve uma adaptação em desenvolvimento. Fowler foi contratado para dirigir em 2016 e fez sua estréia na direção de longa-metragens com o filme. A Paramount adquiriu os direitos do filme em 2017 depois que a Sony colocou o projeto em turnaround, e a maioria do elenco assinou em agosto de 2018. As filmagens ocorreram entre setembro e outubro de 2018 em Ladysmith e Parksville, ambas na ilha de Vancouver e em Vancouver, British Columbia, Canadá. Inicialmente, ele estava programado para ser lançado nos Estados Unidos em 8 de novembro de 2019, mas após uma reação extremamente negativa ao primeiro trailer, a Paramount atrasou o filme para redesenhar Sonic, cujo design original foi muito criticado. O redesign foi mostrado em um novo trailer, com a nova aparência do Sonic recebendo elogios.
Sonic the Hedgehog estreou no Paramount Theatre em 25 de janeiro de 2020 e foi lançado nos Estados Unidos em 14 de fevereiro de 2020. O filme recebeu elogios pelas performances do elenco (particularmente Carrey), design de Sonic e fidelidade ao material original, mas críticas por seu enredo e falta de originalidade. O filme arrecadou US$ 319 milhões em todo o mundo, tornando-se o segundo filme com maior bilheteria de 2020, e estabeleceu o recorde de maior abertura de final de semana com um filme baseado em videogame nos EUA e Canadá. Junto a Pokémon: Detective Pikachu, e The Angry Birds Movie 2, é o terceiro filme baseado em games mais bem recebidos pela crítica especializada.
Uma sequência do filme foi anunciada em maio de 2020 e foi lançada em 8 de abril de 2022.

## Sinopse
Em um planeta longínquo, Sonic, um jovem ouriço azul antropomórfico, capaz de correr em velocidades supersônicas, é inesperadamente atacado por uma tribo de equidnas. O guardião dele, uma coruja antropomórfica chamada Garra Longa, entrega uma bolsa cheia de anéis dourados que abrem portais para locais distantes. Ela usa um desses anéis para enviar Sonic à Terra, enquanto fica para deter as equidnas, deixando Sonic sozinho.
Dez anos depois, Sonic está na adolescência e vive secretamente em uma caverna, próximo à cidadezinha de Green Hills, Montana, mas anseia por fazer amigos. Ele idolatra o xerife local, Tom Wachowski, e sua esposa Maddie, que é veterinária e faz ioga, sem saber que os dois têm planos de se mudar para São Francisco, pois Tom quer trabalhar na polícia local.
Em uma noite, Sonic se entristece por jogar beisebol sozinho e, enquanto corre em velocidade acima do normal, ele acidentalmente dispara um pulso eletromagnético, que provoca uma queda de energia em toda a costa noroeste. O Departamento de Defesa dos Estados Unidos, a contragosto, designa o excêntrico Dr. Robotnik, um gênio da ciência e especialista em robótica, para investigar as causas do ocorrido. Sonic percebe que a sua vida não é mais secreta, e relutantemente planeja deixar a Terra, indo parar em um outro planeta que contém apenas cogumelos e outros fungos.
Conforme Sonic se prepara para ir embora, Tom o descobre em sua casa e, assustado, atira nele com uma arma de tranquilizante, que pertence a Maddie. Ao ler os dizeres na camiseta de Tom, Sonic acidentalmente abre um portal para São Francisco e deixa cair a sua bolsa de anéis através do portal, bem na cobertura do edifício Transamerica Pyramid, antes de desmaiar. Com medo, Tom concorda em ajudá-lo e os dois fogem quando confrontados por Robotnik, que acusa Tom de ser um terrorista. Tom e Sonic acabam se tornando amigos no caminho para São Francisco, pois Tom compreende o desejo de Sonic de fazer amigos. Em um bar temático de velho oeste, Sonic cria uma lista de desejos e Tom o ajuda a cumpri-los, culminando em uma briga dentro do bar.
Enquanto isso, Robotnik observa que, na fuga, Sonic deixou cair um espinho, e que esse espinho contém energia quase ilimitada. Ele decide capturar Sonic e utilizá-lo para energizar seus equipamentos. Robotnik consegue rastrear e encontrar o ouriço, que com a ajuda de Tom consegue enfrentar vários drones enviados pelo cientista. Durante o combate, porém, Sonic fica ferido.
Ao chegarem a São Francisco, Tom traz Sonic para Maddie, que cuida dele na casa da irmã, Rachel. A filha de Rachel, Jojo, dá a Sonic sapatos novos, na cor vermelha. O grupo se dirige ao teto do Transamerica Pyramid e eles recuperam a bolsa de anéis, bem na hora em que Robotnik chega pilotando um hovercraft, cuja energia vem do espinho de Sonic. O ouriço enfrenta os drones de Robotnik e rapidamente usa um anel para mandar Tom e Maddie de volta a Green Hills para protegê-los; entretanto, Robotnik usa a energia do espinho para igualar a velocidade de Sonic. Os dois se enfrentam passando por vários locais ao redor do mundo usando os anéis, até que Robotnik subjuga Sonic em Green Hills. Tom e os moradores da cidade intervêm, e Tom reconhece Sonic como um amigo. Esse gesto faz o ouriço recuperar sua consciência e força. Energizado, Sonic destrói a nave de Robotnik e o derrota. Com a ajuda de Tom, Sonic abre um portal com um anel e manda Robotnik direto para o planeta dos cogumelos.
Após o incidente, Tom e Maddie decidem ficar em Green Hills e deixam Sonic viver com eles, como se fosse um filho adotivo, sendo ele também querido por todos os cidadãos de Green Hills. O governo apaga todas as evidências do acontecido, incluindo os registros civis de Robotnik. Algum tempo depois, Robotnik, ainda preso no planeta dos cogumelos, mas em posse do espinho de Sonic e de alguns equipamentos recolhidos dos restos de seu hovercraft destruído, planeja voltar para a Terra e se vingar de Sonic.
Em uma cena no meio dos créditos, Tails - uma raposa antropomórfica com duas caudas - aparece em um portal entrando na Terra, procurando por Sonic.

## Elenco
- James Marsden como Tom Wachowski: Um recém-nomeado xerife de Green Hills, que sonha ser um policial do Departamento de Polícia de São Francisco. Ele faz amizade com Sonic e ajuda-lo em sua missão de parar o Dr. Robotnik. Sonic se refere a ele como o "Lorde Donut".[carece de fontes?][14]
- Ben Schwartz como Sonic, O Ouriço: Um ouriço azul antropomórfico "delinquente juvenil" de outro planeta que pode correr a velocidades supersônicas. Sonic se torna um fugitivo do governo após o Dr. Robotnik começar a persegui-lo. Além da voz, Schwartz também faz a captura de movimento facial do personagem.[15][16] Benjamin L. Valic dá a voz para o Sonic bebê.
- Tika Sumpter como a Dra. Maddie Wachowski: A esposa de Tom, que o ajuda e Sonic a fugirem de Robotnik. Ela é veterinária e é conhecida como a "Lady Pretzel", por Sonic.[carece de fontes?][17]
- Jim Carrey como Dr. Ivo "Eggman" Robotnik: Um cientista brilhante e insano, que trabalha para o governo dos Estados Unidos. Ele planeja a dominação do mundo por meio da energia gerada pelo poder de velocidade de Sonic[18]. Sonic o apelidou de "Eggman" (seu apelido na série de videogames) em referência aos seus drones de robô em forma de ovo. Carrey descreveu o personagem como "um louco" e acrescentou dizendo; "Ele tem um QI de 300, então demorou uma semana e meia para me preparar" e disse mais tarde; "Robotnik quer controlar a humanidade com as máquinas. Sonic tem o poder que ele precisa para controlar o mundo."[19]

Dentre o elenco de apoio, estão, respectivamente: Adam Pally como Wade Whipple, um policial de Green Hills e amigo de Tom Wachowski; Neal McDonough como Major Bennington, um soldado que detesta o Robotnik; Frank C. Turner como Carl Maluco, um conspirador em Green Hills que se refere a Sonic como "O Demônio Azul"; Tom Butler como Comandante Walters, O vice-presidente dos Chefes de Estado-Maior Conjunto que ordena que o Robotnik investigue os distúrbios causados pelo Sonic; e Lee Majdoub como Rocha, um agente que trabalha em estreita colaboração com o Dr. Robotnik. Melody Niemann e Natasha Rothwell interpretam, respectivamente: JoJo, a sobrinha de Tom e Maddie; e Rachel, a irmã de Maddie e mãe de JoJo. Adicionalmente, Colleen O'Shaughnessey, a voz atual de Miles "Tails" Prower na série de videogames, reprisa seu papel em uma cena pós-créditos. Donna Jay Fulks dubla Garra Longa, uma coruja antropomórfica e mentora de Sonic. Garry Chalk, que já dublou Grounder e Robotnik em Adventures of Sonic the Hedgehog e Sonic Underground, respectivamente, aparece como um oficial militar dos EUA. Debs Howard, Elfina Luk, Riff Raff e Shannon Chan-Kent foram escalados para papéis não revelados. Pachacamac, um equidna que é o líder da tribo de Knuckles nos jogos, faz uma participação especial sem falar no início do filme, como o equidna que atira em Garra Longa.

## Produção

### Desenvolvimento
O desenvolvimento de uma adaptação cinematográfica baseada na série de videogames Sonic the Hedgehog começou no início de 1993 durante a produção do programa de televisão da DIC Entertainment Adventures of Sonic the Hedgehog. Michealene Risley, a recém-nomeada diretora de produtos de consumo que ajudou a dar luz verde à Adventures, foi designada para negociar com vários produtores de Hollywood para encontrar suporte para um filme do Sonic. O CEO da Sega, Tom Kalinske, no entanto, não tinha certeza de ter um filme baseado no videogame porque não queria prejudicar a marca, citando Super Mario Bros. e Street Fighter como falhas comerciais e críticas que danificaram a reputação do vídeo homônimo. franquias de jogos. Apesar das preocupações de Kalinske, a empresa ficou muito entusiasmada com a adaptação para o cinema e, um ano depois, a Sega firmou um acordo de desenvolvimento em agosto de 1994 com a MGM e o Trilogy Entertainment Group, com Pen Densham como produtor executivo do filme.
Com um acordo garantido, a MGM e a Sega contrataram Richard Jefferies, associado de Risley de seus dias na Marvel Comics, para escrever um roteiro para o filme. Enquanto trabalhava no filme, a Sega tinha o Sonic X-treme em desenvolvimento para o próximo Sega Saturn, então eles pediram a Jefferies que apresentasse o console ainda não lançado com destaque em seu roteiro para se relacionar com o filme. A história de Jefferies envolveu um garoto de 12 anos chamado Josh Pinski acidentalmente trazendo Sonic the Hedgehog para a vida a partir de sua Sega Saturn, mas inadvertidamente permitindo que Doctor Eggman escapasse para o mundo real, disposto a transformar todas as crianças da Terra em badniks e planejando roubar pontos de referência do mundo para criar experiências de realidade virtual das quais ele pode lucrar. O tratamento de Jefferies, intitulado Sonic the Hedgehog: Maravilhas do Mundo, foi submetido em maio de 1995. Enquanto o rascunho recebeu uma resposta positiva entre os executivos da MGM e da Sega, Shinobu Toyoda sugeriu a Kalinske remover Doctor Eggman do script em favor de um "forte / vilão mau" para dar uma nova ideia à série. No entanto, no final, a MGM repentinamente desistiu do acordo de desenvolvimento e cancelou o projeto após uma tentativa fracassada de reviver o filme na DreamWorks, embora Jeffries tenha sugerido que o filme fosse descartado, pois a Sega e a MGM queriam uma parte maior dos projetos do filme enquanto Densham afirmou que foi por causa das diferenças criativas entre Sega e Trilogy.
A Sony Pictures Entertainment adquiriu os direitos para produzir e distribuir um filme baseado em Sonic the Hedgehog em 2013. Em 10 de junho de 2014, um filme de animação de ação ao vivo baseado no Sonic the Hedgehog foi anunciado como um empreendimento conjunto entre a Sony Pictures e a Marza Animation Planet. Ele seria produzido por Neal H. Moritz por seu banner da Original Film ao lado de Takeshi Ito, Mie Onishi e Toru Nakahara, e escrito por Evan Susser e Van Robichaux. Em fevereiro de 2016, o CEO da Sega, Hajime Satomi, declarou que o filme estava agendado para 2018. Tim Miller do Blur Studio e Jeff Fowler foram contratados em 2016 para desenvolver o filme; Fowler faria sua estréia na direção de longa-metragens, e tanto Miller quanto Fowler seriam produtores executivos. Patrick Casey, Josh Miller e Oren Uziel estavam escrevendo o roteiro.
Em 2 de outubro de 2017, a Paramount Pictures anunciou que adquiriu os direitos depois que a Columbia Pictures da Sony Pictures colocou o filme em turnaround. No entanto, a maior parte da equipe de produção permaneceu inalterada. Em fevereiro de 2018, foi anunciado que o filme seria lançado em novembro de 2019.

### Escolha de elenco
Em 29 de maio de 2018, foi relatado que Paul Rudd estava em negociações para um papel principal como Tom, "um policial que faz amizade com Sonic e provavelmente se unirá para derrotar o Dr. Eggman", mas foi negado mais tarde. Um dia depois, foi anunciado que James Marsden foi escalado em um papel não revelado, mas depois revelou ser Tom Wachowski. Em junho de 2018, Tika Sumpter foi escalada. Jim Carrey foi escalado para interpretar o vilão, Dr. Robotnik. Em agosto de 2018, Ben Schwartz se juntou ao elenco do filme expressando o personagem-título. Alguns dias depois, Adam Pally e Neal McDonough foram escalados. Debs Howard e Elfina Luk já se juntaram ao elenco.

### Filmagens
A fotografia principal ocorreu em 24 de julho de 2018 e terminou em Vancouver, Ladysmith e Vancouver Island em 16 de outubro de 2018. A pós-produção e a fotografia adicional começaram e terminaram em outubro, em Nova York, onde Jim Carrey filmou suas cenas.

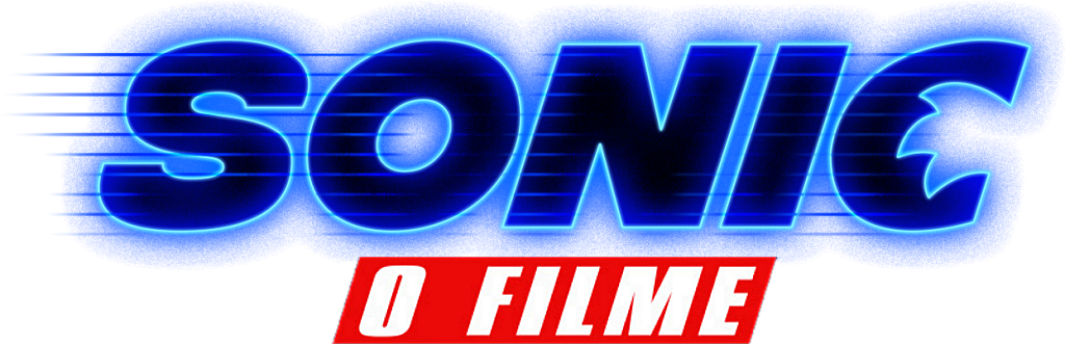
Logotipo do filme

### Efeitos visuais e design
Os efeitos visuais são fornecidos pelo Blur Studio, Digital Domain e pela Moving Picture Company (MPC). A equipe de produção criou uma versão realista do Sonic, adicionando pelos, novos tênis de corrida, dois olhos separados, e um físico mais humano. Eles usaram Ted, o urso de pelúcia vivo dos filmes de Ted, como uma referência para inserir um personagem de CG em um cenário do mundo real. O produtor executivo Tim Miller disse: "Seria estranho e seria como se ele estivesse correndo nu se fosse uma espécie de coisa de lontra. Sempre foi, para nós, pele, e nunca consideramos nada diferente. É parte do que o integra no mundo real e faz dele uma criatura real ". De acordo com Miller, a Sega não ficou "totalmente feliz" com o design dos olhos de Sonic.
Em 2 de maio de 2019, após uma reação negativa, Fowler anunciou no Twitter que Sonic seria redesenhado. A data de lançamento de novembro foi adiada para 14 de fevereiro de 2020. O artista Tyson Hesse, que trabalhou na mídia anterior de Sonic the Hedgehog, foi escolhido para liderar o redesenho. Para o redesenho, o personagem recebeu olhos maiores e de cores diferentes, novos tênis de corrida (que se assemelham aos dos jogos com uma marca da PUMA), luvas e um corpo menos humano para se assemelhar ao design do personagem nos videogames. Estima-se que o atraso do filme e o redesenho da Sonic coloquem o filme em US$ 5 milhões ou menos em relação ao orçamento original de US$ 90 milhões, totalizando US$ 95 milhões.

### Música
Em fevereiro de 2019, Junkie XL assinou contrato para compor a trilha sonora de Sonic the Hedgehog. Riff Raff, que já tem um papel no filme, também aparecerá na trilha sonora. Uma música original intitulada "Speed Me Up" de Wiz Khalifa, Ty Dolla $ ign, Lil Yachty e Sueco The Child aparecerá na trilha sonora do filme, que foi lançada publicamente em 24 de janeiro de 2020 pela Atlantic Records, embora tenha sido divulgada antecipadamente no dia anterior.

## Lançamento
Sonic - O Filme foi inicialmente agendado para um lançamento de 2018 pela Columbia Pictures; no entanto, a Paramount Pictures remarcou para 15 de novembro de 2019. O filme estava previsto para ser lançado nos Estados Unidos em 8 de novembro de 2019. No Brasil, o filme foi lançado em 13 de fevereiro de 2020. Em 24 de maio de 2019, Jeff Fowler anunciou via Twitter que o filme seria adiado para 14 de fevereiro de 2020 para "tornar o Sonic o mais adequado". após o retrocesso sobre a aparência visual do Sonic. A premiere mundial do filme ocorreu no Paramount Theatre, em Los Angeles, no dia 25 de janeiro de 2020.

### Marketing
As imagens de teste foram exibidas na Comic Con Experience no Brasil em 6 de dezembro de 2018. Um cartaz-prévia foi lançado em 10 de dezembro de 2018, revelando o Sonic redesenhado. O design recebeu uma resposta principalmente negativa dos críticos e fãs, e foi comparado a outra adaptação cinematográfica de 2019, Pokémon: Detetive Pikachu, que adicionou texturas de pele e pelo aos personagens Pokémon. Ex-membros do Sonic Team, que criaram os jogos originais do Sonic the Hedgehog, expressaram surpresa pela aparência.
Um segundo cartaz para o filme vazou online logo após o lançamento do primeiro. Os fãs reclamaram da falta de semelhança com os jogos e criticaram o posicionamento das pernas de Sonic, gerando um meme da internet no qual os usuários recriaram a posição. A conta oficial do Twitter para o filme postou uma imagem de Sonic por trás de uma placa dizendo: "Um cara não consegue se exercitar?" Imagens do projeto Sonic vazaram em março de 2019 para mais críticas de fãs. O ex-presidente da Sonic Team, Yuji Naka, ficou "chocado" com o projeto e sentiu que a relação entre a cabeça e o abdome de Sonic estava desequilibrada.
O primeiro trailer estreou em 4 de abril de 2019 no CinemaCon em Las Vegas, e foi lançado on-line em 30 de abril. O trailer recebeu uma recepção negativa, com Kotaku chamando de "horrível" e "uma praga nesta terra cansada". Os comentaristas discordaram do design de Sonic em particular, com foco em seus dentes semelhantes aos humanos e afirmando que ele se assemelha mais a um humano em uma fantasia de Sonic do que o próprio Sonic. No entanto, muitos elogiaram os momentos de Carrey no trailer como o Dr. Robotnik. O uso do "Gangsta's Paradise" de Coolio como música de fundo também foi questionado e considerado inadequado. Por outro lado, CNET elogiou o humor e referências próximas aos jogos. Em 24 horas, os fãs já começaram a lançar reedições do trailer, que várias publicações notaram serem melhores que as originais. Dentro de um dia do lançamento do trailer, ele foi visto mais de 15 milhões de vezes no YouTube.
Após fortes críticas, o diretor Jeff Fowler revelou que o design do Sonic seria retrabalhado.
O segundo trailer com um Sonic "redesenhado" foi lançado em 12 de novembro de 2019. As respostas dos fãs e espectadores foram mais positivas que o primeiro, com muitos elogiando o novo design do Sonic, bem como o tom e o humor presentes no trailer.
Como uma ligação promocional para o lançamento do filme, a versão cinematográfica de Sonic foi adicionada como personagem jogável ao jogo para celular Sonic Dash, e à versão móvel de Sonic Forces, "Sonic Forces: Speed Battle".

### Home media
No dia 20 de março de 2020, a Paramount anunciou que Sonic the Hedgehog seria lançado para a mídia local mais cedo do que o planejado, pois muitos estúdios de cinema decidiram lançar o filme mais cedo após a pandemia de coronavírus de 2019-20. As compras digitais estão disponíveis desde o final de março, enquanto os lançamentos em Blu-ray, 4K Ultra HD e DVD estão disponíveis desde o dia 19 de maio e incluem um curta-metragem, Around the World in 80 Seconds.

## Recepção

### Bilheteria
Sonic - O Filme arrecadou nos Estados Unidos e no Canadá mais de 146 milhões de dólares e mais de 160 milhões em outros territórios, totalizando mais de 306 milhões de dólares mundialmente. Até o momento, é o filme de 2020 com maior bilheteria mundialmente.
Sonic - O Filme foi lançado ao lado de Fantasy Island e The Photograph, e deve arrecadar US$ 40–50 milhões em seu fim de semana de abertura de quatro dias de 4.130 cinemas do Dia dos Presidentes. Depois de faturar US$ 21 milhões em seu primeiro dia (incluindo US$ 3 milhões nas visualizações de quinta à noite), as estimativas foram aumentadas para US$ 64 milhões. O filme estreou com US$ 57 milhões (e cerca de US$ 68 milhões nos quatro dias), quebrando o recorde de Detetive Pikachu de maior abertura no fim de semana de um filme baseado em videogame. É também o segundo maior fim de semana de abertura de Jim Carrey de todos os tempos, depois de Bruce Almighty (2003).
Em outros lugares, o filme foi lançado em 40 países durante o fim de semana de abertura de três dias, superando as bilheterias internacionais com US$ 43 milhões. Suas regiões internacionais mais fortes foram a América Latina e a Europa, com suas maiores bilheterias sendo US$ 6,7 milhões no México, US$ 6,2 milhões no Reino Unido, US$ 4,3 milhões na França, US$ 3,3 milhões na Alemanha e US$ 3 milhões no Brasil. Em mercados like-for-like (excluindo pré-visualizações), Sonic superou outros filmes que misturam live-action e animação, incluindo Alvin and the Chipmunks: The Road Chip, Peter Rabbit, Teenage Mutant Ninja Turtles e Detective Pikachu. No entanto, a Sonic ainda não foi lançado em grandes mercados como Rússia, Japão e China (devido a pandemia de coronavírus).

### Crítica
No Rotten Tomatoes, o filme possui uma taxa de aprovação de 64% com base em 208 avaliações, com uma classificação média de 5,85 / 10. O consenso dos críticos do site diz: "Fracamente adequado e frequentemente divertido, Sonic the Hedgehog é uma aventura inspirada em videogames que toda a família pode desfrutar - e uma boa desculpa para Jim Carrey aproveitar a energia maníaca que iniciou sua carreira". No Metacritic, o filme tem uma pontuação média ponderada de 47 em 100, com base em 42 críticos, indicando "críticas mistas ou médias". O público entrevistado pela CinemaScore atribuiu ao filme uma nota média de "A" na escala A + a F. O PostTrak relatou que recebeu uma média de 4 em 5 estrelas, com 70% das pessoas dizendo que definitivamente o recomendariam.
Akeem Lawanson, da IGN, deu ao filme uma pontuação de sete em dez, elogiando as performances e a nostalgia, afirmando: "Embora esta comédia de ação familiar sofra de uma história simplista e se incline muito a clichês visuais cansados, Sonic the Hedgehog é, no entanto, impulsionado por performances sólidas de Ben Schwartz como Sonic e Jim Carrey como Dr. Robotnik. Seu jogo de gato e rato é divertido, e os fãs apaixonados da franquia Sega devem apreciar todos os acenos da história do Sonic." Dami Lee, do The Verge, deu uma crítica positiva ao filme, elogiando os elementos nostálgicos vistos no filme, escrevendo que "brilha quando se lembra de que é baseado em um videogame e há algumas coisas genuinamente divertidas - como quando Sonic usa seu tempo - poderes de parada ou a montagem elaborada de "trama maligna" de Robotnik que faz você se perguntar por que mais filmes não apresentam bandidos com sequências de dança coreografadas. Carrey interpreta Robotnik como o vilão dos desenhos animados que ele é, e é um verdadeiro prazer vê-lo em sua performance." O site Inverse chamou de "filme de super-heróis de viagem" e "o melhor filme de super-heróis de 2020" até agora. Amon Warrman, do Empire, deu ao filme duas das cinco estrelas, escrevendo: "Um Jim Carrey em forma não pode impedir que a estréia de Sonic em live-action pareça uma oportunidade perdida. Se as sequelas provocadas se materializarem, esperamos que os níveis de narrativa acima."
Owen Gleiberman, da Variety, criticou a comercialização do filme, afirmando: "Uma crítica como essa provavelmente deveria vir com um aviso: por todo o tédio limítrofe que senti no Sonic the Hedgehog, percebo que essa é uma foto feita por 8 anos - e provavelmente gostarão muito bem. No entanto, eu também chamaria o tom excessivamente infantil do filme de um erro." Ao escrever para The Guardian, Steve Rose atribuiu ao filme uma pontuação de dois em cinco, criticando os efeitos visuais sem brilho e afirmando que "existem cenas de ação e efeitos floresce, mas mesmo esses parecem emprestados de outros filmes. A capacidade de Sonic de congelar o tempo Por exemplo, arriscar reorganizar as coisas antes de recomeçar, por exemplo, está claramente em dívida com as palhaçadas do QuickSilver nos filmes dos X-Men. E que mensagens esse exercício pode se dar ao trabalho de ser banal e familiar: o verdadeiro significado da amizade, seja feliz com o que você tem máquinas ruins, pessoas (e ouriços espaciais) boas". Simon Abrams, do RogerEbert.com, deu ao filme uma em cada quatro estrelas, escrevendo: "Sonic the Hedgehog é tão bem-sucedido quanto a quantidade de tempo que você deseja passar assistindo seu protagonista animado em aventuras instantaneamente esquecíveis".

## Sequência
Em uma entrevista promocional para o filme, Carrey disse que ele poderia imaginar o desenvolvimento do Robotnik para uma sequência: "Eu não me importaria de fazer outro porque era muito divertido, antes de tudo, e um verdadeiro desafio para tentar convencer as pessoas que eu tenho um QI de três dígitos... Há muito espaço, você sabe, Robotnik não atingiu sua apoteose." Em fevereiro de 2020, Fowler disse que planejava uma sequência em potencial para apresentar mais elementos dos videogames. Em março de 2020, Marsden confirmou que havia participado de várias sequências, afirmando: “Acredito que não sei se devo dizer, quantas quiserem. Sim, essa é a minha resposta um tanto vaga".
Em abril de 2020, Marsden manifestou interesse em uma sequência com Tails e personagens adicionais dos jogos, enquanto Fowler manifestou interesse em apresentar a amizade de Sonic e Tails dos jogos e desenvolver ainda mais o Robotnik. No final daquele mês, Schwartz disse que acha que a falta de anúncio de uma sequência faz sentido por causa da pandemia de COVID-19. O co-escritor Pat Casey disse que houve conversas sobre uma sequência com mais elementos dos jogos, mas que ainda não havia sido aprovada. Ele manifestou interesse em um universo compartilhado com personagens da Sega e da Nintendo, mas o considerou "improvável".
A sequência foi anunciada em 28 de maio de 2020, com Fowler retornando como diretor e Casey e Miller retornando como roteiristas. Também foi confirmado que Tim Miller, Hajime Satomi e Haruki Satomi também retornarão como produtores executivos e Neal H. Mortiz, Toby Ascher e Toru Nakahara produzindo a sequência, com uma data de estreia de 8 de abril de 2022. Também foi revelado que Schwartz, Marsden, Carrey e Sumpter iriam repetir seus papéis do primeiro filme.